# Věžový jeřáb

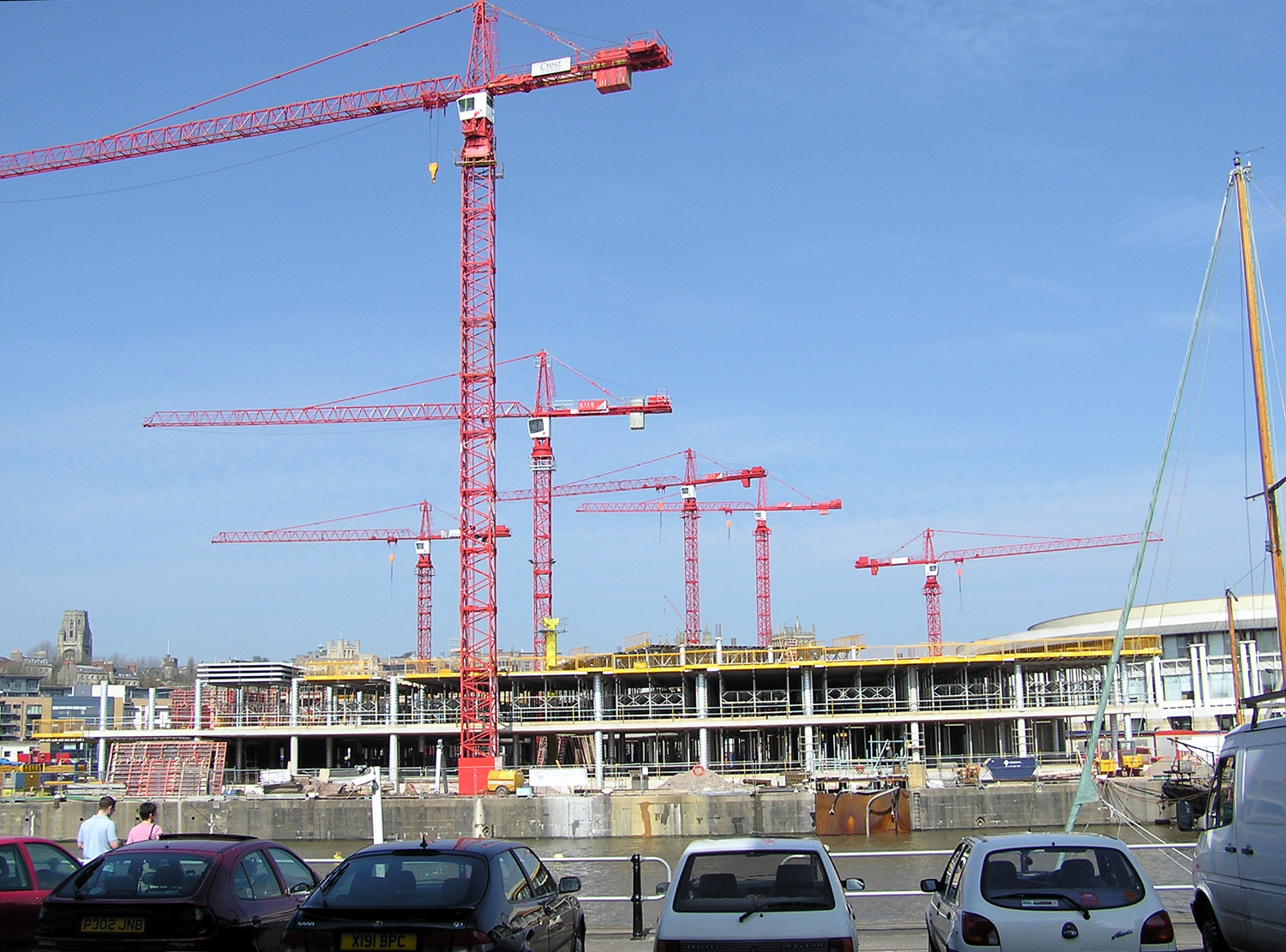
Věžové jeřáby na stavbě v anglickém Bristolu

Věžový jeřáb je zdvihací zařízení určené k manipulaci s břemeny, zpravidla na stavbách, často je lze vidět také ve skladech a loděnicích. Jeřáb se také dá použít jako vynořovadlo pro lodě nebo pro ponorky.
Provedení jeřábu může být bez pojezdu, kdy je obsluhována kruhová manipulační plocha nebo s pojezdem, kdy je obsluhována plocha tvaru oválu. Oboje řešení má své výhody i nevýhody, obecně ale platí, že volná výška jeřábu s pojezdem je omezena, přičemž většina výrobců uvádí jako hranici výšku 50 až 70 metrů, ale mohou existovat výjimky. V současné době se od používání věžových jeřábů s pojezdem ustupuje, na protože náklady na zřízení a údržbu dočasné jeřábové dráhy jsou vysoké. Jeřáb má věž s výložníkem. Kabina se otáčí na podvozku, který pojíždí po kolejnicích jízdní dráhy. Příklad parametrů: nosnost 3000 kg, vyložení 20 m, zdvih 40 m.

## Druhy
V běžném provozu lze nejčastěji zahlédnout dva základní typy jeřábů. První jsou samostavitelné, též označované jako rychlemontovatelné, s příhradovou, nebo plnostěnnou věží. Jeřáby tohoto typu mají takzvanou spodní otoč, kdy je věž jeřábu usazena na otočném ložisku na podvozku a současně s otáčením věže je v pohybu i výložník a centrální závaží. Jsou to jeřáby, které jsou vyrobeny jako celek a ze stavby na stavbu se dopravují ve smontovaném stavu. Tento jeřáb se po příjezdu na místo určení usadí na patky nebo koleje, připojí se k elektrickému proudu a vztyčí se věž jeřábu. Poté se na podvozek umístí centrální závaží jeřábu a dojde ke konečnému vysunutí teleskopické věže za současného rozbalení výložníku. Následuje napnutí lan a kontrola bezpečnostních prvků a zařízení jako jsou koncové a přetěžovací zařízení, revize bezpečnostním technikem a předání zdvihacího zařízení oprávněné osobě. Tyto jeřáby jsou vyráběny zejména pro lehké a krátkodobé práce, s obvyklou výškou 20 až 30 metrů (v případě nutnosti je možné vložit přídavné mezikusy, čímž dojde ke zvýšení věže jeřábu), vyložením 25 až 50 metrů a užitným zatížením 2000 až 8000 kg. Ovládání je nejčastěji dálkové, na přání zákazníka lze dodat kabinu pro jeřábníka. Tyto jeřáby mohou mít vodorovný výložník s vlečenou kočkou (Potain GTMR, IGO, Liebherr K, H a TT, Peiner SMK a jeřáby MB 1030.1, MB 0330), nebo jsou vyráběny s oklopným výložníkem, kdy se vyložení jeřábu mění zdviháním a spouštěním výložníku. V současné době se však od používání těchto jeřábů ustupuje: Peiner TN a T, MB 100/160, MB 88 a 80.
Druhou a rozšířenější skupinu tvoří univerzální věžové jeřáby, označované jako šplhací. Tyto jeřáby se na stavbě skládají z jednotlivých sekcí a dílů. Vyráběny jsou s pevnou věží a vrchní otočí. Mohou být uloženy na kolejovém, nebo stacionárním podvozku, na kříži, patkách, nebo také v betonovém základu budovy. Montáž začíná uložením centrálního dílu, na který se umístí stabilizační závaží a poté dochází ke smontování vlastní věže jeřábu. V případě, že je jeřáb ukotven v betonové desce budovaného objektu, stabilizační závaží se nemontuje. Následuje montáž vrchního dílu s otočí, na který se nasadí špice jeřábu, protivýložník se strojovnou a hlavní výložník. Následně se uloží na protivýložník závaží a případně dojde k prodloužení hlavního výložníku. Poté opět dochází k napnutí lan a kontrole bezpečnostních prvků. V případě, že je budovaný objekt vysoký, je na věž jeřábu namontován tzv. stoupací rám, který umožňuje růst jeřábu, současně se stavbou. To funguje tak, že se díl s otočí a výložníkem odmontuje od věže a připevní se ke stoupacímu rámu. Tento rám se poté pomocí hydraulických motorů zvedne po věži jeřábu, čímž mezi posledním dílem věže a výložníkem vytvoří prostor pro nový kus věže. Ta se zvedne a umístí samotným jeřábem a poté se přišroubuje k věži. Při zvedání jeřábu je jeřáb rozpojený, je tedy nutné dodržovat postup stanovený výrobcem a jeřáb musí být při této operaci dokonale vyvážen. Jeřáb vyšší než 70 metrů musí být zhruba každých 30 až 50 metrů kotven k budovanému objektu. Závisí na doporučení výrobce, typu jeřábu a místních podmínkách a zákonech.
V zahraničí se lze často setkat s jeřáby, které jsou umístěny uvnitř objektu nebo stavby a které mají malou výšku věže. Tyto jeřáby pracují na systému inter climbing (horolezec), kdy je jeřáb o výšce 15 až 30 metrů postaven uvnitř objektu, s ukotvením v betonové desce základů a po dokončení 6 až 8 poschodí je jeřáb odmontován od základů. Poté se jeřáb zvedá uvnitř objektu, kde je možné pro zvedání využít výtahové nebo instalační šachty, případně se zřizuje dočasný postup. Pro zvedání se používají hydraulické motory. V těchto šachtách je jeřáb také dočasně kotven do jednotlivých poschodí objektu. Výhodou tohoto řešení je lepší využití dosahu a nosnosti jeřábu a také odpadá zábor plochy, který by byl nutný pro postavení jeřábu vně objektu. Za zmínku stojí také úspora dílců věže jeřábu a zcela odpadá použití kotvicích dílců a stoupacího rámu. Ovládání těchto jeřábů je nejčastěji z kabiny jeřábníka, může však být také dálkové. Standardní výška je 50 až 400 metrů, může být i více, vyložení je 15 až 85 metrů i více a nosnost činí 2500 až 70 000 kg. Větší nosnosti jeřábů většina výrobců dodává jen na zakázku.
Tyto jeřáby se pak dělí na jeřáby s horizontálním (vodorovným) a oklopným vyložením. Jeřáby s horizontálním (vodorovným) vyložením a vlečenou kočkou jsou nejčastěji využívanými a vyráběnými jeřáby. Jsou snadnější pro obsluhu a užitné parametry. Mohou mít zavěšený výložník se špicí, nebo mají samonosný trámový výložník bez špice, označovaný jako Flat-top, nebo Topless. Výrobce Potain dodává tyto jeřáby v provedení:
- City 2500 kg – 8000 kg.
- MD 10 000kg – 40 000 kg.
- Maxi MD 25 000 kg – 64 000 kg.

Jeřáby s oklopným vyložením jsou takové, u kterých se vyložení mění spouštěním a zvedáním výložníku. Jejich výhodou je možnost práce ve stísněných a úzkých prostorech a na stavbách s vysokým počtem jeřábů, nevýhodou je, že se břemeno nepohybuje vodorovně a k jeho usazení je třeba větší zručnost jeřábníka a také jsou zapotřebí silnější motory nutné pro ovládání výložníku. Používá se na stavbách a montážích ocelových konstrukcí.
Věžové jeřáby bývají i s vodorovným výložníkem, po kterém pojíždí kočka. Protizávaží je na výložníku, u provedení s pojezdovou kočkou může být i protizávaží vybaveno pojezdem k dosažení rovnováhy.